# Campeonato Mundial de Fórmula 1 de 1999
A temporada de Fórmula 1 de 1999 foi a 50ª realizada pela FIA, e teve como campeão o finlandês Mika Häkkinen, da McLaren. Foi disputada entre 7 de março á 31 de outubro.
Foi a última temporada para a equipe Stewart, que foi vendida para a Ford em 2000. Nesta temporada o principal patrocinador da equipe Williams era a Winfield e por isso o carro levava as cores vermelha e branca, assim como em 1998.

## Pilotos e construtores
Os três primeiros colocados da temporada de 1999:
| Vice-campeão | Campeão          | 3º Lugar              |
|              |                  |                       |
| Eddie Irvine | Mika Häkkinen    | Heinz-Harald Frentzen |
| Ferrari      | McLaren Mercedes | Jordan Mugen Honda    |

| Equipe                       | Construtor         | Chassis | Motor                                               | Pneu | No | Piloto                | Rodada     | Piloto(s) de testes                      |
| ---------------------------- | ------------------ | ------- | --------------------------------------------------- | ---- | -- | --------------------- | ---------- | ---------------------------------------- |
| West McLaren Mercedes        | McLaren Mercedes   | MP4/14  | Mercedes FO 110H 3.0 V10                            | B    | 1  | Mika Häkkinen         | Todas      | Nick Heidfeld                            |
| West McLaren Mercedes        | McLaren Mercedes   | MP4/14  | Mercedes FO 110H 3.0 V10                            | B    | 2  | David Coulthard       | Todas      | Nick Heidfeld                            |
| Scuderia Ferrari Marlboro    | Ferrari            | F399    | Ferrari 048 3.0 V10                                 | B    | 3  | Michael Schumacher    | 1-8, 15-16 | Luca Badoer                              |
| Scuderia Ferrari Marlboro    | Ferrari            | F399    | Ferrari 048 3.0 V10                                 | B    | 3  | Mika Salo             | 9-14       | Luca Badoer                              |
| Scuderia Ferrari Marlboro    | Ferrari            | F399    | Ferrari 048 3.0 V10                                 | B    | 4  | Eddie Irvine          | Todas      | Luca Badoer                              |
| Winfield Williams            | Williams Supertec  | FW21    | Supertec FB01 (Renault RS9 rebatizados) 3.0 V10     | B    | 5  | Alessandro Zanardi    | Todas      | Bruno Junqueira                          |
| Winfield Williams            | Williams Supertec  | FW21    | Supertec FB01 (Renault RS9 rebatizados) 3.0 V10     | B    | 6  | Ralf Schumacher       | Todas      | Bruno Junqueira                          |
| Benson and Hedges Jordan     | Jordan Mugen-Honda | 199     | Mugen-Honda MF-301HD 3.0 V10                        | B    | 7  | Damon Hill            | Todas      | Tomáš Enge Giorgio Pantano Shinji Nakano |
| Benson and Hedges Jordan     | Jordan Mugen-Honda | 199     | Mugen-Honda MF-301HD 3.0 V10                        | B    | 8  | Heinz-Harald Frentzen | Todas      | Tomáš Enge Giorgio Pantano Shinji Nakano |
| Mild Seven Benetton Playlife | Benetton Playlife  | B199    | Playlife FB01 (Renault RS9 rebatizados) 3.0 V10     | B    | 9  | Giancarlo Fisichella  | Todas      | Laurent Rédon                            |
| Mild Seven Benetton Playlife | Benetton Playlife  | B199    | Playlife FB01 (Renault RS9 rebatizados) 3.0 V10     | B    | 10 | Alexander Wurz        | Todas      | Laurent Rédon                            |
| Red Bull Sauber Petronas     | Sauber Petronas    | C18     | Petronas SPE-03A (Ferrari 047 rebatizados) 3.0 V10  | B    | 11 | Jean Alesi            | Todas      | Kimi Raikkonen                           |
| Red Bull Sauber Petronas     | Sauber Petronas    | C18     | Petronas SPE-03A (Ferrari 047 rebatizados) 3.0 V10  | B    | 12 | Pedro Paulo Diniz     | Todas      | Kimi Raikkonen                           |
| Repsol Arrows                | Arrows             | A20     | Arrows T2-F1 (Hart 1030 rebatizados) 3.0 V10        | B    | 14 | Pedro de la Rosa      | Todas      | Stephen Watson                           |
| Repsol Arrows                | Arrows             | A20     | Arrows T2-F1 (Hart 1030 rebatizados) 3.0 V10        | B    | 15 | Toranosuke Takagi     | Todas      | Stephen Watson                           |
| HSBC Stewart Ford            | Stewart Ford       | SF-3    | Ford CR-1 3.0 V10                                   | B    | 16 | Rubens Barrichello    | Todas      | Luciano Burti                            |
| HSBC Stewart Ford            | Stewart Ford       | SF-3    | Ford CR-1 3.0 V10                                   | B    | 17 | Johnny Herbert        | Todas      | Luciano Burti                            |
| Gauloises Prost Peugeot      | Prost Peugeot      | AP02    | Peugeot A18 3.0 V10                                 | B    | 18 | Olivier Panis         | Todas      | Stéphane Sarrazin                        |
| Gauloises Prost Peugeot      | Prost Peugeot      | AP02    | Peugeot A18 3.0 V10                                 | B    | 19 | Jarno Trulli          | Todas      | Stéphane Sarrazin                        |
| Fondmetal Minardi Ford       | Minardi Ford       | M01     | Ford VJM1 Zetec-R 3.0 V10 Ford VJM2 Zetec-R 3.0 V10 | B    | 20 | Luca Badoer           | 1, 3-16    | Gastón Mazzacane                         |
| Fondmetal Minardi Ford       | Minardi Ford       | M01     | Ford VJM1 Zetec-R 3.0 V10 Ford VJM2 Zetec-R 3.0 V10 | B    | 20 | Stéphane Sarrazin     | 2          | Gastón Mazzacane                         |
| Fondmetal Minardi Ford       | Minardi Ford       | M01     | Ford VJM1 Zetec-R 3.0 V10 Ford VJM2 Zetec-R 3.0 V10 | B    | 21 | Marc Gené             | Todas      | Gastón Mazzacane                         |
| British American Racing      | BAR Supertec       | 01      | Supertec FB01 (Renault RS9 rebatizados) 3.0 V10     | B    | 22 | Jacques Villeneuve    | Todas      | Patrick Lemarié                          |
| British American Racing      | BAR Supertec       | 01      | Supertec FB01 (Renault RS9 rebatizados) 3.0 V10     | B    | 23 | Ricardo Zonta         | 1-2, 6-16  | Patrick Lemarié                          |
| British American Racing      | BAR Supertec       | 01      | Supertec FB01 (Renault RS9 rebatizados) 3.0 V10     | B    | 23 | Mika Salo             | 3-5        | Patrick Lemarié                          |

## Trocas de pilotos
- McLaren: Mika Häkkinen e David Coulthard permaneceram no time de Woking pela quarta temporada consecutiva, agora com o finlandês defendendo o título, enquanto que o escocês usaria o #2 em seu carro.
- Ferrari: Michael Schumacher e Eddie Irvine, assim como Häkkinen e Coulthard, realizaram a quarta temporada seguida pela Scuderia. No GP da Inglaterra, o alemão sofreu um acidente que o tirou de seis provas, e foi substituído pelo finlandês Mika Salo. Schumacher voltaria na reta final do campeonato, agora para ajudar Irvine na disputa pelo título contra Häkkinen.
- Williams: Agora com motores Supertec, a equipe de Grove perdeu Jacques Villeneuve e Heinz-Harald Frentzen respectivamente para BAR e Jordan. Para o lugar de ambos, foram contratados Ralf Schumacher e Alessandro Zanardi, de volta à F-1 após três temporadas na CART (1996-1998) e dois títulos (1997 e 1998) em seu currículo.
- Jordan: A equipe de Eddie Jordan, sem Ralf Schumacher, contrata Heinz-Harald Frentzen. Damon Hill realizou sua última temporada na categoria pela Jordan, e após um desempenho abaixo das expectativas, deixou a F-1 aos 39 anos, enquanto Frentzen brigou pelo título até as últimas provas.
- Benetton: Pelo segundo ano seguido, o time anglo-italiano disputou a temporada com Giancarlo Fisichella e Alexander Wurz como titulares.
- Sauber: Sem Johnny Herbert, contratado pela Stewart, manteve o francês Jean Alesi e contratou o brasileiro Pedro Paulo Diniz para o lugar do inglês. Em sua pior temporada (até 2014), marcou apenas 5 pontos (3 com Diniz, 2 com Alesi), sempre chegando em 6º. lugar.
- Arrows: Para os lugares de Pedro Paulo Diniz e Mika Salo, a equipe contratou Toranosuke Takagi (ex-Tyrrell) e o novato espanhol Pedro de la Rosa. O melhor resultado da Arrows foi o 6º. lugar conquistado por De la Rosa no GP da Austrália, garantindo um ponto e único na temporada.
- Stewart: Novamente com o brasileiro Rubens Barrichello como primeiro piloto, Johnny Herbert foi contratado para substituir Jos Verstappen na equipe. Pilotando o SF-3, a dupla conquistou bons resultados, com destaque para a pole-position de Barrichello em Magny-Cours, e a vitória de Herbert em Nurburgring (última de sua carreira e única da Stewart). As boas atuações de Rubinho credenciaram o brasileiro a pilotar para a Ferrari em 2000, enquanto que o inglês seguiu no time, agora rebatizado de Jaguar Racing.
- Prost: Tentando apagar a fraca temporada de 1998, quando marcou apenas um ponto, a escuderia de Alain Prost mantém Olivier Panis e Jarno Trulli, que conquista o primeiro pódio de sua carreira (e último da Prost) no confuso GP da Europa, ao chegar em 2º. lugar.
- Minardi: Esteban Tuero e Shinji Nakano, pilotos da equipe em 1998, não permaneceram (o argentino chegou a anunciar aposentadoria, mas voltou atrás, e o japonês foi para a Jordan como piloto de testes). Luca Badoer, após dois anos sem correr (era piloto de testes da Ferrari), foi contratado para ser o piloto principal, enquanto que o espanhol Marc Gené assinou para ser companheiro do italiano. O francês Stéphane Sarrazin (reserva da Prost) foi escalado para o lugar de Badoer apenas para o GP do Brasil - o italiano havia sofrido um acidente em testes da equipe, e o impediu de disputar a corrida. O melhor desempenho do time foi em Nurburgring, quando o espanhol chegou em sexto, e Badoer esteve prestes a conquistar seus primeiros pontos na F-1 quando um problema hidráulico encerrou a participação do italiano, que ao sair do carro, não segurou as lágrimas ao perder o melhor resultado em sua carreira, encerrada em 2009.
- British American Racing: Equipe surgida após a venda da Tyrrell, a BAR fez sua estreia na categoria tendo Jacques Villeneuve e Ricardo Zonta como pilotos. O brasileiro sofreu um acidente nos treinos para o GP do Brasil, e foi substituído por Mika Salo. O time não pontuou em sua primeira temporada, tendo um sétimo lugar do finlandês como melhor resultado.

## Calendário
| Prova | Grande Prêmio      | Data           | Local             |
| ----- | ------------------ | -------------- | ----------------- |
| 1     | GP da Austrália    | 7 de Março     | Melbourne         |
| 2     | GP do Brasil       | 11 de Abril    | Interlagos        |
| 3     | GP de San Marino   | 2 de Maio      | Ímola             |
| 4     | GP de Mônaco       | 16 de Maio     | Monte Carlo       |
| 5     | GP da Espanha      | 30 de Maio     | Catalunya         |
| 6     | GP do Canadá       | 13 de Junho    | Montreal          |
| 7     | GP da França       | 27 de Junho    | Magny-Cours       |
| 8     | GP da Grã-Bretanha | 11 de Julho    | Silverstone       |
| 9     | GP da Áustria      | 25 de Julho    | A1-Ring           |
| 10    | GP da Alemanha     | 1 de Agosto    | Hockenheim        |
| 11    | GP da Hungria      | 15 de Agosto   | Hungaroring       |
| 12    | GP da Bélgica      | 29 de Agosto   | Spa-Francorchamps |
| 13    | GP da Itália       | 12 de Setembro | Monza             |
| 14    | GP da Europa       | 26 de Setembro | Nürburgring       |
| 15    | GP da Malásia      | 17 de Outubro  | Sepang            |
| 16    | GP do Japão        | 31 de Outubro  | Suzuka            |

## Resultados

### Grandes Prêmios
| GP | Grande Prêmio      | Pole Position         | Volta mais rápida  | Vencedor              | Equipe             | Descrição |
| -- | ------------------ | --------------------- | ------------------ | --------------------- | ------------------ | --------- |
| 1  | GP da Austrália    | Mika Häkkinen         | Michael Schumacher | Eddie Irvine          | Ferrari            | Detalhes  |
| 2  | GP do Brasil       | Mika Häkkinen         | Mika Häkkinen      | Mika Häkkinen         | McLaren-Mercedes   | Detalhes  |
| 3  | GP de San Marino   | Mika Häkkinen         | Michael Schumacher | Michael Schumacher    | Ferrari            | Detalhes  |
| 4  | GP de Mônaco       | Mika Häkkinen         | Mika Häkkinen      | Michael Schumacher    | Ferrari            | Detalhes  |
| 5  | GP da Espanha      | Mika Häkkinen         | Michael Schumacher | Mika Häkkinen         | McLaren-Mercedes   | Detalhes  |
| 6  | GP do Canadá       | Michael Schumacher    | Eddie Irvine       | Mika Häkkinen         | McLaren-Mercedes   | Detalhes  |
| 7  | GP da França       | Rubens Barrichello    | David Coulthard    | Heinz-Harald Frentzen | Jordan-Mugen-Honda | Detalhes  |
| 8  | GP da Grã-Bretanha | Mika Häkkinen         | Mika Häkkinen      | David Coulthard       | McLaren-Mercedes   | Detalhes  |
| 9  | GP da Áustria      | Mika Häkkinen         | Mika Häkkinen      | Eddie Irvine          | Ferrari            | Detalhes  |
| 10 | GP da Alemanha     | Mika Häkkinen         | David Coulthard    | Eddie Irvine          | Ferrari            | Detalhes  |
| 11 | GP da Hungria      | Mika Häkkinen         | David Coulthard    | Mika Häkkinen         | McLaren-Mercedes   | Detalhes  |
| 12 | GP da Bélgica      | Mika Häkkinen         | Mika Häkkinen      | David Coulthard       | McLaren-Mercedes   | Detalhes  |
| 13 | GP da Itália       | Mika Häkkinen         | Ralf Schumacher    | Heinz-Harald Frentzen | Jordan-Mugen-Honda | Detalhes  |
| 14 | GP da Europa       | Heinz-Harald Frentzen | Mika Häkkinen      | Johnny Herbert        | Stewart-Ford       | Detalhes  |
| 15 | GP da Malásia      | Michael Schumacher    | Michael Schumacher | Eddie Irvine          | Ferrari            | Detalhes  |
| 16 | GP do Japão        | Michael Schumacher    | Michael Schumacher | Mika Häkkinen         | McLaren-Mercedes   | Detalhes  |

### Classificação de pilotos
| Pos | Piloto                | AUS | BRA | SMR | MON | SPA | CAN | FRA | GBR | AUT | GER | HUN | BEL | ITA | EUR | MAL | JPN | Pontos |
| --- | --------------------- | --- | --- | --- | --- | --- | --- | --- | --- | --- | --- | --- | --- | --- | --- | --- | --- | ------ |
| 1   | Mika Häkkinen         | Ret | 1   | Ret | 3   | 1   | 1   | 2   | Ret | 3   | Ret | 1   | 2   | Ret | 5   | 3   | 1   | 76     |
| 2   | Eddie Irvine          | 1   | 5   | Ret | 2   | 4   | 3   | 6   | 2   | 1   | 1   | 3   | 4   | 6   | 7   | 1   | 3   | 74     |
| 3   | Heinz-Harald Frentzen | 2   | 3   | Ret | 4   | Ret | 11  | 1   | 4   | 4   | 3   | 4   | 3   | 1   | Ret | 6   | 4   | 54     |
| 4   | David Coulthard       | Ret | Ret | 2   | Ret | 2   | 7   | Ret | 1   | 2   | 5   | 2   | 1   | 5   | Ret | Ret | Ret | 48     |
| 5   | Michael Schumacher    | 8   | 2   | 1   | 1   | 3   | Ret | 5   | NL  | Les | Les | Les | Les | Les | Les | 2   | 2   | 44     |
| 6   | Ralf Schumacher       | 3   | 4   | Ret | Ret | 5   | 4   | 4   | 3   | Ret | 4   | 9   | 5   | 2   | 4   | Ret | 5   | 35     |
| 7   | Rubens Barrichello    | 5   | Ret | 3   | 9   | DSQ | Ret | 3   | 8   | Ret | Ret | 5   | 10  | 4   | 3   | 5   | 8   | 21     |
| 8   | Johnny Herbert        | NL  | Ret | 10  | Ret | Ret | 5   | Ret | 12  | 14  | 11  | 11  | Ret | Ret | 1   | 4   | 7   | 15     |
| 9   | Giancarlo Fisichella  | 4   | Ret | 5   | 5   | 9   | 2   | Ret | 7   | 12  | Ret | Ret | 11  | Ret | Ret | 11  | 14  | 13     |
| 10  | Mika Salo             |     |     | 7   | Ret | 8   |     |     |     | 9   | 2   | 12  | 7   | 3   | Ret |     |     | 10     |
| 11  | Jarno Trulli          | Ret | Ret | Ret | 7   | 6   | Ret | 7   | 9   | 7   | Ret | 8   | 12  | Ret | 2   | Ret | Ret | 7      |
| 12  | Damon Hill            | Ret | Ret | 4   | Ret | 7   | Ret | Ret | 5   | 8   | Ret | 6   | 6   | 10  | Ret | Ret | Ret | 7      |
| 13  | Alexander Wurz        | Ret | 7   | Ret | 6   | 10  | Ret | Ret | 10  | 5   | 7   | 7   | 14  | Ret | Ret | 8   | 10  | 3      |
| 14  | Pedro Paulo Diniz     | Ret | Ret | Ret | Ret | Ret | 6   | Ret | 6   | 6   | Ret | Ret | Ret | Ret | Ret | Ret | 11  | 3      |
| 15  | Jean Alesi            | Ret | Ret | 6   | Ret | Ret | Ret | Ret | 14  | Ret | 8   | 16  | 9   | 9   | Ret | 7   | 6   | 2      |
| 16  | Olivier Panis         | Ret | 6   | Ret | Ret | Ret | 9   | 8   | 13  | 10  | 6   | 10  | 13  | 11  | 9   | Ret | Ret | 2      |
| 17  | Marc Gené             | Ret | 9   | 9   | Ret | Ret | 8   | Ret | 15  | 11  | 9   | 17  | 16  | Ret | 6   | 9   | Ret | 1      |
| 18  | Pedro de la Rosa      | 6   | Ret | Ret | Ret | 11  | Ret | 11  | Ret | Ret | Ret | 15  | Ret | Ret | Ret | Ret | 13  | 1      |
| 19  | Alessandro Zanardi    | Ret | Ret | 11  | 8   | Ret | Ret | Ret | 11  | Ret | Ret | Ret | 8   | 7   | Ret | 10  | Ret | 0      |
| 20  | Toranosuke Takagi     | 7   | 8   | Ret | Ret | 12  | Ret | DSQ | 16  | Ret | Ret | Ret | Ret | Ret | Ret | Ret | Ret | 0      |
| 21  | Jacques Villeneuve    | Ret | Ret | Ret | Ret | Ret | Ret | Ret | Ret | Ret | Ret | Ret | 15  | 8   | 10  | Ret | 9   | 0      |
| 22  | Luca Badoer           | Ret | Les | 8   | Ret | Ret | 10  | 10  | Ret | 13  | 10  | 14  | Ret | Ret | Ret | Ret | Ret | 0      |
| 23  | Ricardo Zonta         | Ret | NL  | Les | Les | Les | Ret | 9   | Ret | 15  | Ret | 13  | Ret | Ret | 8   | Ret | 12  | 0      |
| 24  | Stéphane Sarrazin     |     | Ret |     |     |     |     |     |     |     |     |     |     |     |     |     |     | 0      |
| Pos | Piloto                | AUS | BRA | SMR | MON | SPA | CAN | FRA | GBR | AUT | GER | HUN | BEL | ITA | EUR | MAL | JPN | Pontos |

| Cor        | Resultado             |
| ---------- | --------------------- |
| Ouro       | Vencedor              |
| Prata      | 2.º lugar             |
| Bronze     | 3.º lugar             |
| Verde      | Terminou, nos pontos  |
| Azul       | Terminou, sem pontos  |
| Púrpura    | Ret – Retirou-se      |
| Vermelho   | NQ – Não qualificado  |
| Preto      | DSQ – Desqualificado  |
| Branco     | NL – Não largou       |
| Branco     | C – Corrida cancelada |
| Azul claro | AT – Apenas Treino    |
| Sem cor    | NP – Não participou   |
| Sem cor    | Les – Lesionado       |
| Sem cor    | EX – Excluído         |

### Pilotos
| Pos | Piloto                | Construtor(es)       | Corridas | Vitórias | Pódiuns | Poles | V.rápidas | Subtotal de Pontos | Pontos |
| --- | --------------------- | -------------------- | -------- | -------- | ------- | ----- | --------- | ------------------ | ------ |
| 1   | Mika Häkkinen         | McLaren Mercedes     | 16       | 5        | 10      | 11    | 6         | 76                 | 76     |
| 2   | Eddie Irvine          | Ferrari              | 16       | 4        | 9       | 0     | 1         | 74                 | 74     |
| 3   | Heinz-Harald Frentzen | Jordan Mugen-Honda   | 16       | 2        | 6       | 1     | 0         | 54                 | 54     |
| 4   | David Coulthard       | McLaren Mercedes     | 16       | 2        | 6       | 0     | 3         | 48                 | 48     |
| 5   | Michael Schumacher    | Ferrari              | 9        | 2        | 6       | 3     | 5         | 44                 | 44     |
| 6   | Ralf Schumacher       | Williams Supertec    | 16       | 0        | 3       | 0     | 1         | 35                 | 35     |
| 7   | Rubens Barrichello    | Stewart Ford         | 16       | 0        | 3       | 1     | 0         | 21                 | 21     |
| 8   | Johnny Herbert        | Stewart Ford         | 15       | 1        | 1       | 0     | 0         | 15                 | 15     |
| 9   | Giancarlo Fisichella  | Benetton Playlife    | 16       | 0        | 1       | 0     | 0         | 13                 | 13     |
| 10  | Mika Salo             | BAR Supertec Ferrari | 3 6      | 0        | 0 2     | 0     | 0         | 0 10               | 10     |
| 11  | Jarno Trulli          | Prost Peugeot        | 16       | 0        | 1       | 0     | 0         | 7                  | 7      |
| 12  | Damon Hill            | Jordan Mugen-Honda   | 16       | 0        | 0       | 0     | 0         | 7                  | 7      |
| 13  | Alexander Wurz        | Benetton Playlife    | 16       | 0        | 0       | 0     | 0         | 3                  | 3      |
| 14  | Pedro Paulo Diniz     | Sauber Petronas      | 16       | 0        | 0       | 0     | 0         | 3                  | 3      |
| 15  | Jean Alesi            | Sauber Petronas      | 16       | 0        | 0       | 0     | 0         | 2                  | 2      |
| 16  | Olivier Panis         | Prost Peugeot        | 16       | 0        | 0       | 0     | 0         | 2                  | 2      |
| 17  | Marc Gené             | Minardi Ford         | 16       | 0        | 0       | 0     | 0         | 1                  | 1      |
| 18  | Pedro de la Rosa      | Arrows               | 16       | 0        | 0       | 0     | 0         | 1                  | 1      |
| 19  | Alessandro Zanardi    | Williams Supertec    | 16       | 0        | 0       | 0     | 0         | 0                  | 0      |
| 20  | Toranosuke Takagi     | Arrows               | 16       | 0        | 0       | 0     | 0         | 0                  | 0      |
| 21  | Jacques Villeneuve    | BAR Supertec         | 16       | 0        | 0       | 0     | 0         | 0                  | 0      |
| 22  | Luca Badoer           | Minardi Ford         | 15       | 0        | 0       | 0     | 0         | 0                  | 0      |
| 23  | Ricardo Zonta         | BAR Supertec         | 12       | 0        | 0       | 0     | 0         | 0                  | 0      |
| 24  | Stéphane Sarrazin     | Minardi Ford         | 1        | 0        | 0       | 0     | 0         | 0                  | 0      |

### Classificação de construtores
| Pos | Construtor | Chassis | Motor                                              | Pneus | Pontos | Vitórias | Pódiums | Poles |
| --- | ---------- | ------- | -------------------------------------------------- | ----- | ------ | -------- | ------- | ----- |
| 1   | Ferrari    | F399    | Ferrari 048 3.0 V10                                | B     | 128    | 6        | 17      | 3     |
| 2   | McLaren    | MP4/14  | Mercedes FO110H 3.0 V10                            | B     | 124    | 7        | 16      | 11    |
| 3   | Jordan     | 199     | Mugen-Honda MF-301 HD 3.0 V10                      | B     | 61     | 2        | 6       | 1     |
| 4   | Stewart    | SF-3    | Ford CR-1 3.0 V10                                  | B     | 36     | 1        | 4       | 1     |
| 5   | Williams   | FW21    | Supertec FB01 (Renault Rs9 REBATIZADO) 3.0 V10     | B     | 35     |          | 3       |       |
| 6   | Benetton   | B199    | Playlife FB01 (Renault RS9 rebatizado) 3.0 V10     | B     | 16     |          | 1       |       |
| 7   | Prost      | AP02    | Peugeot A18 3.0 V10                                | B     | 9      |          | 1       |       |
| 8   | Sauber     | C18     | Petronas SPE-03A (Ferrari 047 rebatizados) 3.0 V10 | B     | 5      |          |         |       |
| 9   | Arrows     | A20     | Arrows T2-F1 (Hart 1030 rebatizados) 3.0 V10       | B     | 1      |          |         |       |
| 10  | Minardi    | M01     | Ford VJ Zetec-R 3.0 V10                            | B     | 1      |          |         |       |
| 11  | BAR        | 001     | Supertec FB01 (Renault RS9 rebatizado) 3.0 V10     | B     | 0      |          |         |       |